# Microbregma
Microbregma is een monotypisch geslacht van kevers uit de familie van de klopkevers (Anobiidae).

## Soort
- Microbregma emarginatum Duftschmid, 1825